# DOLCE (雑誌)
DOLCE（ドルチェ）は、白夜書房のグラビア雑誌。
オール水着グラビアを謳っている。2020年10月28日創刊。

## 内容
| Vol. | 発売日         | 表紙                            | 他の掲載グラビア |
| ---- | -------------- | ------------------------------- | --- |
| 1    | 2020年10月28日 | 桃月なしこ、十味（2バージョン） | 大和田南那、新谷真由、矢倉楓子、花咲ひより、松下玲緒菜、佐藤七海、高橋希来、由良朱合、塩川莉世、牧野澪菜、林ゆめ                   |
| 2    | 2021年8月23日  | 沢口愛華                        | 吉田莉桜、豊田ルナ、志田音々、大久保桜子、橋本萌花、菊地姫奈、大和田南那、池本しおり、あにお天湯、黒嵜菜々子、佐山すずか、石田桃香 |
| 3    | 2022年2月22日  | 本郷柚巴                        | 高崎かなみ、志田音々、吉澤遥奈、小日向ゆか、桜田茉央、鈴木優香、根本凪、辻りりさ、佐山すずか、安藤咲桜、桜井木穂、和田海佑         |
| 4    | 2022年8月22日  | 雪平莉左                        | 黒嵜菜々子、大槻りこ、竹内星菜、川瀬もえ、椿野ゆうこ、吉澤遥奈、そよん、美澄衿依、桐原美月、坂上未優、荒牧理沙、豊田ルナ           |
| 5    | 2022年10月31日 | 田中美久                        | 小日向ゆか、澄田綾乃、志田音々、あのん、新谷真由、佐山すずか、林田百加、小野寺梓、辻優衣、杉本愛莉鈴、大嶋みく、菊地姫奈           |
| 6    | 2023年3月1日   | 桃月なしこ                      | 水湊みお、小鳥遊るい、近藤沙瑛子、大久保桜子、澄田綾乃、大和田南那、鈴木優香、黒嵜菜々子、天野きき、大槻りこ、蛭田愛梨、森嶋あんり |
| 7    | 2023年5月29日  | 菊地姫奈                        | 小日向ゆか、高崎かなみ、和泉芳怜、いけちゃん、大熊杏優、蓼沼優衣、天野きき、ロサリオ恵奈、葉月つばさ、豊田ルナ                     |
| 8    | 2023年9月27日  | 横野すみれ                      | 南みゆか、澄田綾乃、川道さら、鈴木優香、八伏紗世、五十嵐早香、三田悠貴、白濱美兎、水野瞳、日高里緒、吉澤遥奈、由良ゆら             |
| 9    | 2023年11月29日 | 桑島海空                        | 紀内乃秋、宮﨑想乃、三田悠貴、麻倉瑞季、そよん、新谷真由、藤園麗、ちばひなの、高砂ミドリ、朝比奈みゆう、高崎かなみ                 |
| 10   | 2024年2月19日  | 菊地姫奈                        | 林ゆめ、斉藤里奈、三野宮鈴、斎藤恭代、石浜芽衣、西野夢菜、麻生果恩、奥村梨穂、大瀧沙羅、紫藤るい、澄田綾乃                         |
| 11   | 2024年5月30日  | 本郷柚巴                        | 本郷柚巴、城間菜々美、水野瞳、川瀬もえ、斎藤愛莉、矢野ななか、花咲楓香、大園みゆう、雪村花鈴、田村愛美鈴、ちーまき、相楽伊織       |
| 12   | 2024年7月29日  | 桃月なしこ                      | 桃月なしこ、由良ゆら、志田音々、白濱美兎、川道さら、花咲心菜、山岡雅弥、堀みなみ、三橋くん、益田恵梨菜、新谷姫加                   |
| 13   | 2024年10月2日  | 桑島海空                        | 桑島海空、蓬莱舞、一ノ瀬瑠菜、いけちゃん、磯村美羽、麻倉瑞季、北野瑠華、尊みを感じて桜井、いくみ、こまめ、澄田綾乃                 |
| 14   | 2024年12月3日  | えなこ                          | 白濱美兎、黒木ひかり、小鳥遊るい、はのんまゆ、鈴木聖、ときちゃん、しーなちゃん、綾瀬絵梨香、蓬莱舞                                 |
| 15   | 2025年3月5日   | 東雲うみ                        | 福井梨莉華、甲斐心愛、尊みを感じて桜井、仙北谷ハンナ、天野ちよ、菜那セシル、蓬莱舞、エラ・フレイヤ、岸みゆ                         |
| 16   | 2025年6月3日   | 福井梨莉華                      | 古畑奈和、北野瑠華、水野瞳、山岡雅弥、蒔埜ひな、佐山すずか、瀬戸みるか、月花めもり、鈴木ふみ奈                                     |
| 17   | 2025年8月5日   | 桑島海空                        | 横野すみれ、北野瑠華、尊みを感じて桜井、山内祐奈、森脇梨々夏、赤間四季、高坂琴水、姫野ひなの                                       |